# Нейтан Броудгед
Нейтан Броудгед (англ. Nathan Broadhead, нар. 5 квітня 1998, Бангор) — валлійський футболіст, нападник англійського клубу «Іпсвіч Таун» та національної збірної Уельсу.

## Клубна кар'єра
Народився 5 квітня 1998 року в місті Бангор. Вихованець футбольної школи «Евертонп». З 2017 року почав залучатися до заявки його головної команди. Утім у дорослому футболі дебютував двома роками пізніше, граючи на умовах оренди за «Бертон Альбіон».
По ходу сезону 2020/21 все ж дебютував в іграх чемпіонату за «Евертон», утім у його складі не закріпився і був знову відданий в оренду, спочатку до третьолігового «Сандерленда», а згодом до друголігового «Віган Атлетік».
На початку 2023 року уклав контракт з «Іпсвіч Тауном».

## Виступи за збірні
2014 року дебютував у складі юнацької збірної Уельсу (U-17), загалом на юнацькому рівні взяв участь у 17 іграх, відзначившись 6 забитими голами.
Протягом 2017–2020 років залучався до складу молодіжної збірної Уельсу. На молодіжному рівні зіграв у 17 офіційних матчах, забив 2 голи.
2023 року дебютував в офіційних матчах у складі національної збірної Уельсу.

## Статистика виступів

### Статистика виступів за збірну
Станом на 1 січня 2024
| Дата       | Місто   | Господарі | Результат | Гості          | Турнір            | Голи | Примітки |
| ---------- | ------- | --------- | --------- | -------------- | ----------------- | ---- | -------- |
| 25-3-2023  | Спліт   | Хорватія  | 1 – 1     | Уельс          | Відбір до ЧЄ 2024 | 1    | 64'      |
| 28-3-2023  | Кардіфф | Уельс     | 1 – 0     | Латвія         | Відбір до ЧЄ 2024 | -    | 73'      |
| 16-6-2023  | Кардіфф | Уельс     | 2 – 4     | Вірменія       | Відбір до ЧЄ 2024 | -    | 82'      |
| 19-6-2023  | Самсун  | Туреччина | 2 – 0     | Уельс          | Відбір до ЧЄ 2024 | -    | 84'      |
| 7-9-2023   | Кардіфф | Уельс     | 0 – 0     | Південна Корея | товариський матч  | -    | 73'      |
| 11-10-2023 | Рексем  | Уельс     | 4 – 0     | Гібралтар      | товариський матч  | 1    |          |
| 15-10-2023 | Кардіфф | Уельс     | 2 – 1     | Хорватія       | Відбір до ЧЄ 2024 | -    | 81'      |
| 18-11-2023 | Єреван  | Вірменія  | 1 – 1     | Уельс          | Відбір до ЧЄ 2024 | -    | 78'      |
| 21-11-2023 | Кардіфф | Уельс     | 1 – 1     | Туреччина      | Відбір до ЧЄ 2024 | -    | 61'      |
| Усього     |         | Матчів    | 9         |                | Голів             | 2    |          |

| Дата       | Місто              | Господарі            | Результат | Гості                | Турнір                             | Голи | Примітки         |
| ---------- | ------------------ | -------------------- | --------- | -------------------- | ---------------------------------- | ---- | ---------------- |
| 1-9-2017   | Біль               | Швейцарія            | 0 – 3     | Уельс                | Кваліфікація молодіжного Євро-2019 | -    | 65'              |
| 5-9-2017   | Шавеш              | Португалія           | 2 – 0     | Уельс                | Кваліфікація молодіжного Євро-2019 | -    | 67'              |
| 5-10-2017  | Ешен (Ліхтенштейн) | Ліхтенштейн          | 1 – 3     | Уельс                | Кваліфікація молодіжного Євро-2019 | -    | 74'              |
| 10-11-2017 | Бангор             | Уельс                | 0 – 4     | Боснія і Герцеговина | Кваліфікація молодіжного Євро-2019 | -    | 72'              |
| 3-6-2018   | Тбілісі            | Грузія               | 2 – 2     | Уельс                | Товариський матч                   | -    | Вийшов на заміну |
| 6-6-2018   | Тбілісі            | Грузія               | 1 – 1     | Уельс                | Товариський матч                   | -    |                  |
| 7-9-2018   | Бангор             | Уельс                | 2 – 1     | Ліхтенштейн          | Кваліфікація молодіжного Євро-2019 | -    | 53'              |
| 11-9-2018  | Бангор             | Уельс                | 0 – 2     | Португалія           | Кваліфікація молодіжного Євро-2019 | -    | 56'              |
| 12-10-2018 | Бухарест           | Румунія              | 2 – 0     | Уельс                | Кваліфікація молодіжного Євро-2019 | -    |                  |
| 16-10-2018 | Ньюпорт            | Уельс                | 3 – 1     | Швейцарія            | Кваліфікація молодіжного Євро-2019 | -    | 61'              |
| 9-6-2019   | Тирана             | Албанія              | 2 – 1     | Уельс                | Товариський матч                   | -    | 60'              |
| 11-6-2019  | Дуррес             | Албанія              | 3 – 1     | Уельс                | Товариський матч                   | -    | 60'              |
| 11-10-2019 | Оргіїв             | Молдова              | 2 – 1     | Уельс                | Кваліфікація молодіжного Євро-2021 | 1    |                  |
| 19-11-2019 | Кардіфф            | Уельс                | 1 – 0     | Боснія і Герцеговина | Кваліфікація молодіжного Євро-2021 | -    |                  |
| 4-9-2020   | Зениця             | Боснія і Герцеговина | 2 – 1     | Уельс                | Кваліфікація молодіжного Євро-2021 | -    | 84'              |
| 13-11-2020 | Кардіфф            | Уельс                | 3 – 0     | Молдова              | Кваліфікація молодіжного Євро-2021 | 1    | 90'              |
| 17-11-2020 | Брауншвейг         | Німеччина            | 2 – 1     | Уельс                | Кваліфікація молодіжного Євро-2021 | -    | 16'              |
| Усього     |                    | Матчів               | 17        |                      | Голів                              | 2    |                  |